# Лемкулен
Лемкулен (нем. Lehmkuhlen) — община в Германии, в земле Шлезвиг-Гольштейн. 
Входит в состав района Плён. Подчиняется управлению Прец-Ланд.  Население составляет 1466 человек (на 31 декабря 2010 года). Занимает площадь 31,23 км².
Коммуна подразделяется на 4 сельских округа.

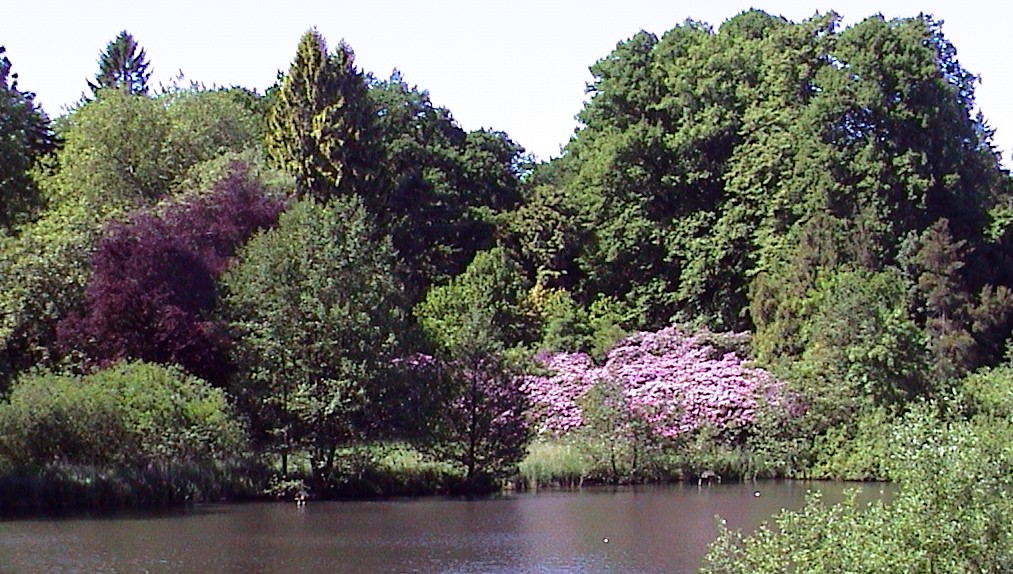
Лемкулен